# Chrysotaenia manogramma
Chrysotaenia manogramma là một loài bướm đêm trong họ Geometridae.